# Francesca Hilton
Constance Francesca Gabor Hilton (* 10. März 1947 in New York City; † 5. Januar 2015 in Los Angeles) war eine US-amerikanische Schauspielerin, Komödiantin und Autorin. Sie war die Tochter von Zsa Zsa Gabor und Conrad Hilton.

## Leben
Hilton war das einzige Kind von Zsa Zsa Gabor und stammte aus der zweiten ihrer acht Ehen, der Ehe mit dem Hotel-Magnaten Conrad Hilton, mit dem sie von 1942 bis 1947 verheiratet war.
Neben ihrer Tätigkeit als Schauspielerin und Autorin agierte Hilton auch als Fotografin und Publizistin.
1971 spielte Hilton auf Vorschlag von Jack Nicholson eine Nebenrolle im Film Ein Zauberer an meiner Seite (A Safe Place) von Henry Jaglom. In den nächsten Jahren folgten weitere kleine Rollen in Filmen und Fernsehserien. Seit Anfang der 1990er Jahre trat Hilton lange als Stand-up-Comedian im Comedy Store in Los Angeles auf.
In ihren letzten Lebensjahren wurde Hilton vor allem durch ausgedehnte rechtliche Auseinandersetzungen mit Frédéric von Anhalt, dem achten Ehemann ihrer Mutter, um deren Vermögen bekannt. Von Anhalt warf ihr das Fälschen unter anderem von Gabors Unterschrift vor, wodurch Hilton einen hohen Kredit habe aufnehmen können. Hilton verklagte ihn ihrerseits, weil er das Testament Gabors gefälscht habe. 2012 beantragte sie zudem unabhängige Pflege für ihre schwer kranke Mutter und verlangte ein Besuchsrecht, das ihr gerichtlich zugesprochen wurde.
Hilton starb an einem Schlaganfall im Cedars-Sinai Medical Center in Los Angeles.

## Filmografie
- 1971: Ein Zauberer an meiner Seite
- 1973: Ein Fall für Cleopatra Jones
- 1973: Cannon (Fernsehserie, Gastauftritt)
- 1974: The Gravy Train
- 1995: Liz Taylor Story (Fernsehfilm)
- 1997: Hilfe, meine Frau ist ein Saurier! (Fernsehfilm)
- 1999: Forever Fabulous